# Parque Maurício Sirotski Sobrinho
El Parque Maurício Sirotsky Sobrinho, también llamado Parque da Harmonia, es un parque urbano de la ciudad de Porto Alegre, Brasil. El parque fue planeado y construido durante la administración del alcalde Guilherme Socias Villela (1975-1983). Se ubica en el barrio Praia de Belas y comprende 65 hectáreas.
Circundado por las avenidas Loureiro da Silva (Av. Perimetral), Augusto de Carvalho y Edvaldo Pereira Paiva (Av. Beira-Rio), el parque fue inicialmente llamado como "de Porto dos Casais" y, luego, pasó a denominarse, según la ley municipal 5066 de 1981, Parque da Harmonia. El 25 de marzo de 1987, la ley municipal 5885 cambió su nombre en homenaje al fundador del grupo de comunicaciones Rede Brasil Su (RBS) Maurício Sirotsky Sobrinho.
La Estância da Harmonia, réplica de uma estancia típicamente gaúcha, está integrada al parque.